# Wightia
Wightia declivirostris
ne pas confondre avec le genre de plantes Wightia (plante)
Genre
Espèce
Wightia est un genre fossile de ptérosaures de la famille des Tapejaridae. Selon Paleobiology Database en 2020, ce genre Wightia est resté monotypique avec la seule espèce Wightia declivirostris.

## Fossiles
Selon Paleobiology Database en 2020, ce genre Wightia a une seule collection référencée de fossiles. Cette seule collection est du Barrémien du Crétacé inférieur, c'est-à-dire date de 125,77-121,4 Ma avant notre ère .

## Historique
Le genre Wightia et l'espèce Wightia declivirostris sont décrits en 2020 par les paléontologues Martill et al.,.
Wightia est un genre de ptérosaure tapejaridé récupéré dans la formation Wessex du Crétacé inférieur (Barrémien) de l'île de Wight en Angleterre, d'où il tire son nom. La seule espèce de ce genre est W. declivirostris.
Le paléontologue amateur John Winch a découvert un museau de ptérosaure sur la côte est de Wight, près de la falaise de Yaverland Point à Sandown, dans une couche de débris végétaux fossiles. En 2020, l'espèce type Wightia declivirostris a été nommée et décrite par David Michael Martill, Mick Green, Roy Smith, Megan Jacobs et John Winch.
L'holotype, IWCSM. 2020. 401, a été découvert dans une couche de la Formation de Wessex datant du Barrémien. Il est constitué de prémaxillaires partiellement appariés, dépourvus de l'extrémité du museau et brisés à l'arrière, avant le bord antérieur de la fenêtre nasoantorbitale. Le fossile est légèrement érodé, comprimé transversalement et déformé. Il fait partie de la collection du Musée de géologie de l'île de Wight (Centre d'accueil des visiteurs de l'île aux dinosaures).

### Étymologie
Le nom générique Wightia vient de l'île de Wight, en Angleterre, où le fossile a été découvert.
Le nom spécifique signifie « bec oblique » en latin, de « declivis » qui signifie « incliné vers le bas » et de « rostrum » qui signifie « museau », en référence à la courbure du museau typique des tapejaridés.

## Description
L’espèce est uniquement connue par le prémaxillaire. Martill e.a. a indiqué quelques traits distinctifs. La surface occlusale (palais) du museau n’est percée que d’un nombre limité de foramens en forme de fente, combinés à une seule rangée de foramens parallèles et proches du bord de la mâchoire, et espacés d’environ une ouverture par centimètre.Le museau est appendiculaire sous un angle de 12°.

## Phylogénie
La morphologie de la marge occlusale suggère des affinités plus étroites entre Wightia et Sinopterus qu'avec les tapejaridae d'Amérique du Sud. Les auteurs de la description les placent, avec Eopteranodon et Huaxiapterus, dans une sous-famille de tapejaridae nouvellement nommée, les Sinopterinae.

## Paléoécologie
Wightia habitait la zone représentée par la formation de Wessex, au sud de l'Angleterre, qui était alors une plaine inondable. Cette formation abrite une abondance d'insectes comme Dungeyella. Les herbivores allaient des petits mammifères comme Eobaatar, Loxaulax et Yaverlestes aux ornithopodes, eux-mêmes allant du petit Hypsilophodon aux grands iguanodonte  comme Mantellisaurus. Les plus grands prédateurs de la région et de l'époque étaient le spinosauridé Baryonyx et l'allosauroïde Neovenator, ainsi que le tyrannosaure primitif Eotyrannus.

### Publication originale
- [2020] (en) D. M. Martill, M. Green, R. E. Smith, M. L. Jacobs et J. Winch, « First tapejarid pterosaur from the Wessex Formation (Wealden Group: Lower Cretaceous, Barremian) of the United Kingdom », Cretaceous Research, vol. 113, no 104487,‎ 2020 (DOI 10.1016/j.cretres.2020.104487).